# Kubilay Kanatsızkuş
Kubilay Kanatsızkuş (Osmangazi, 28 maart 1997) is een Turks voetballer die bij voorkeur als aanvaller speelt. Hij stroomde in 2016 door vanuit de jeugd van Bursaspor.

## Clubcarrière
Kanatsızkuş begon met voetballen bij Nilüfer Gençlerbirliği en koos na één jaar voor Bursaspor. Op 20 januari 2016 scoorde hij bij zijn debuut in het bekerduel tegen Tepecik Belediyespor. Op 13 februari 2016 debuteerde de aanvaller in de Turkse Süper Lig tegen Gençlerbirliği SK. Hij mocht meteen in de basiself starten en werd na 83 minuten vervangen voor Balázs Dzsudzsák. Op 18 mei 2016 maakte Kanatsızkuş zijn eerste twee competitietreffers tegen Mersin İdman Yurdu. Op 29 oktober 2016 maakte Kanatsızkuş zijn eerste competitiedoelpunt van het nieuwe seizoen tegen Konyaspor.

## Interlandcarrière
Kanatsızkuş maakte één doelpunt in twee interlands voor Turkije –19.